# دور برگردان

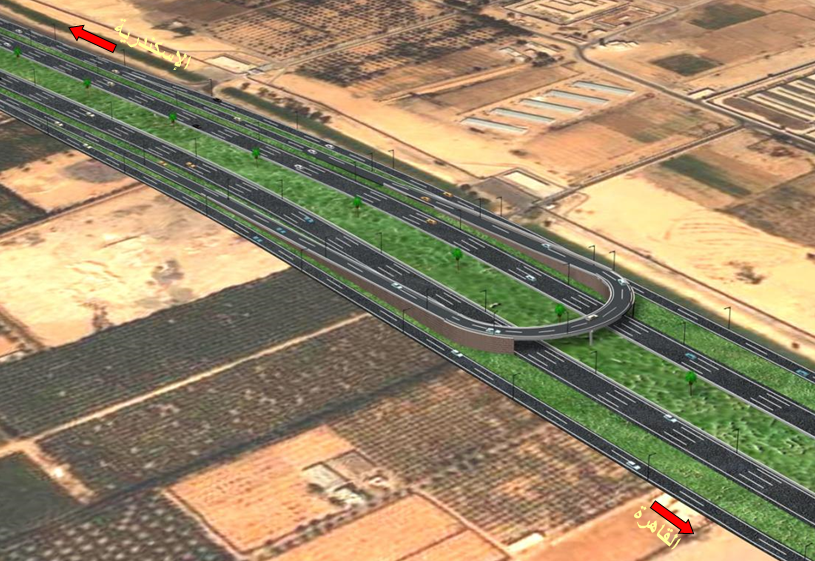
تصویر سه بعدی از یک پل پیشنهادی در حین توسعه دادن جاده در جاده صحرایی قاهره-اسکندریه

دور برگردان به چرخش ۱۸۰ درجه برای تغییر مسیر حرکت در مسیرهای زمینی و همچنین مکانی که برای این کار در جاده‌ها تعبیه شده‌است، گفته می‌شود.